# Резервування (техніка)

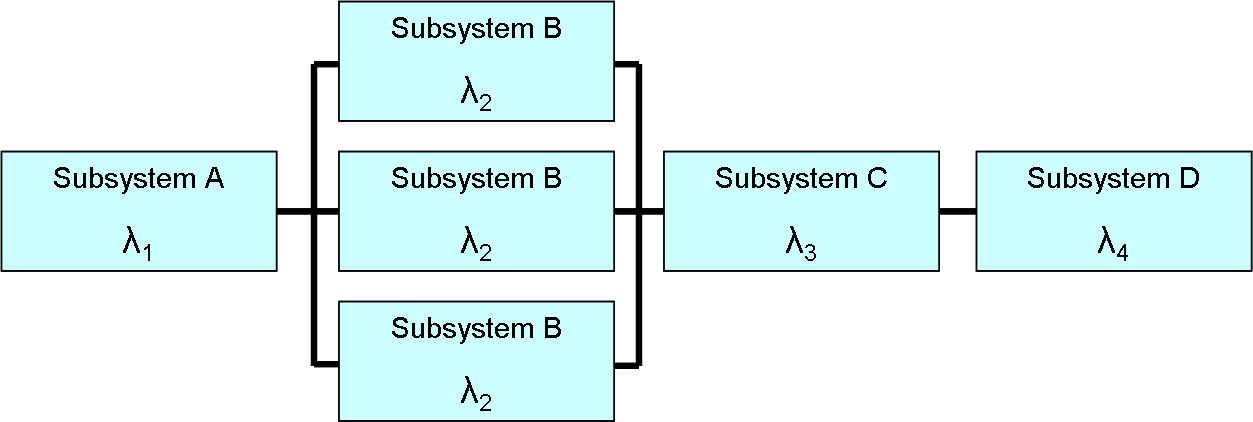
Резервування підсистеми B

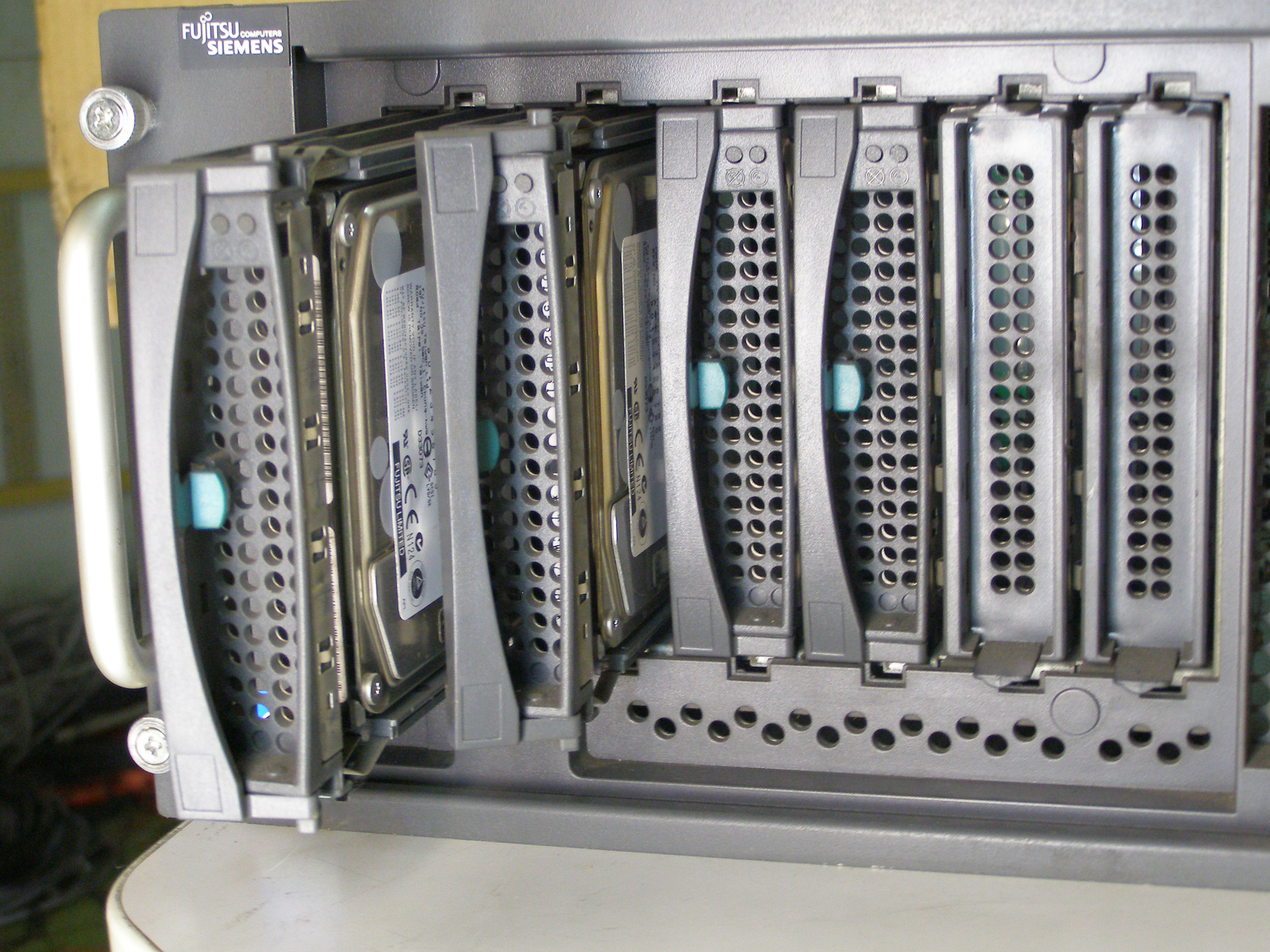
Резервування твердих дисків для побудови масиву RAID

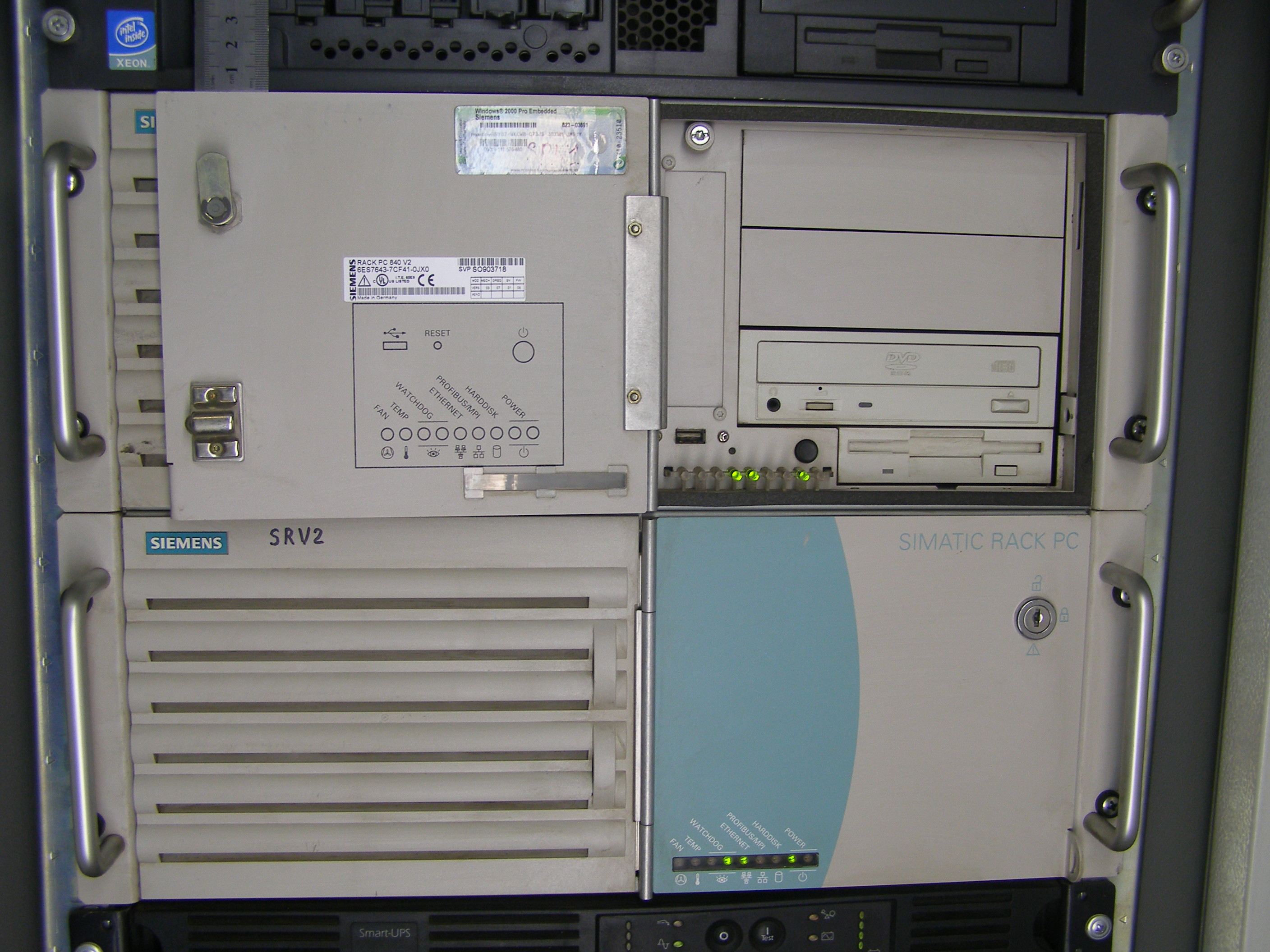
Резервування промислового комп'ютера

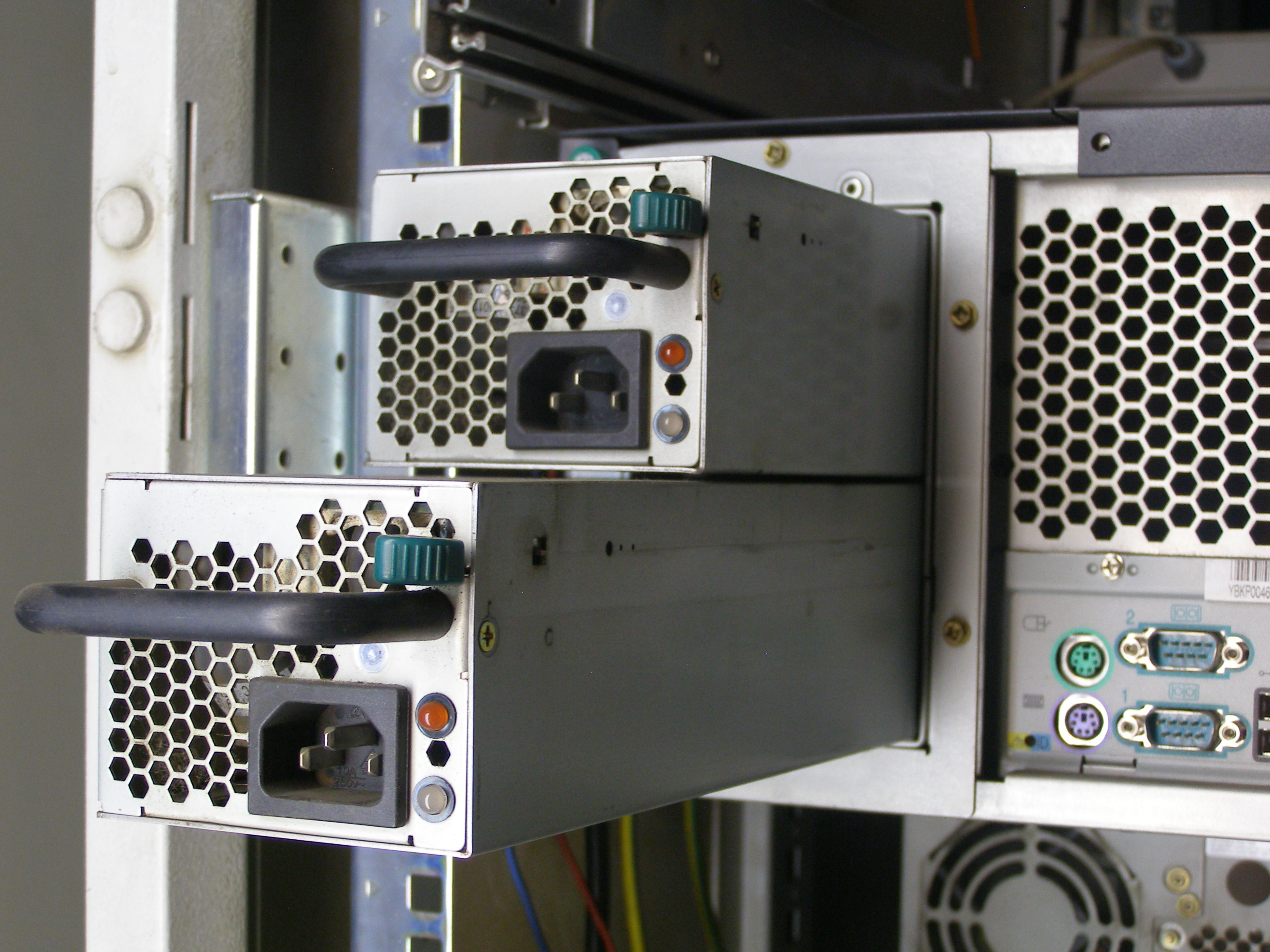
Резервування блока живлення (дублювання)

Резервува́ння у техніці — спосіб забезпечення надійності об'єкта за рахунок використання додаткових засобів та (або) можливостей, надлишкових відносно мінімально необхідних для виконання потрібних функцій. Резервування є універсальним принципом підвищення характеристик безвідмовності функціонування, що знайшов широке застосовування як у природі, так і техніці та технології й інших сторонах людського життя.

## Актуальність
Досить часто до технічних систем і засобів ставляться високі вимоги у плані безвідмовності роботи.
Одні пристрої не можна зупиняти через небезпеку, що загрожує людям, які працюють на цих пристроях або з їх використанням. Наприклад, літальні апарати чи системи постачання повітря чи водовідливу у шахтах, зупинка чи вихід з ладу яких може привести до значних жертв.
Інші пристрої недоцільно зупиняти чи допускати самовільну зупинку через значні економічні збитки. Це, наприклад, системи електропостачання або системи забезпечення теплом тощо.
Треті пристрої повинні бути безвідмовними протягом заданого періоду часу з оборонних (військових) міркувань. Сюди відноситься більшість видів військової техніки.
Ці особливості змушують шукати шляхи підвищення надійності та довговічності пристроїв та систем до заданого рівня.
Одним з таких шляхів є резервування елементів, частин систем та (або) систем у цілому. Суть резервування полягає у тому, що до елемента (блоку, системи) приєднуються один або декілька запасних (резервних) елементів (блоків, систем), які по мірі виникнення відмов стають на місце основного і беруть на себе його функцію.
У резервованому виробі відмова настане тоді, коли вийдуть з ладу основний пристрій (елемент) і усі резервні пристрої (елементи). Група елементів системи вважається резервованою, якщо відмова одного або декількох її елементів не порушує нормальної роботи схеми (системи), а решта справних елементів беруть на себе виконання заданої функції. Таке резервування системи має назву функціональне резервування, коли в разі відмови резервованої системи її функції виконує друга система, яка до цього здійснювала інші функції.
Резервування в технічних системах класифікують за низкою ознак, основні з яких:
- кратність резервування;
- стан резервних елементів до моменту включення їх у роботу;
- рівень резервування;
- можливість сумісної роботи основних і резервних елементів під загальним навантаженням;
- спосіб сполучення основних і резервних елементів.

## Кратність резерву
Кратність резерву — відношення кількості резервних елементів до кількості резервованих ними (основних) елементів, виражене нескоротним дробом.
Кратність резерву прийнято позначати m. Наприклад, якщо m=3, то це означає що: основний пристрій — один, число резервних пристроїв — три, а загальна кількість пристроїв дорівнює (3+1) чотирьом. Якщо m=4/2, то це означає резерв з дробовою кратністю, при якому число резервних пристроїв становить 4, число основних — 2, а загальне число пристроїв дорівнює шести. Однократне резервування часто називають дублюванням.
Резервування широко використовується на небезпечних виробничих об'єктах, у багатьох випадках його необхідність диктується вимогами промислової безпеки та/або державних правил і стандартів.
Резервування — один з головних принципів забезпечення ядерної безпеки АЕС, наряду з фізичним розділенням та різнотипністю обладнання, яке відповідає за практичну реалізацію найважливішого принципу одиничної відмови
Системи, що є важливими для безпечної роботи АЕС, мають трикратне резервування, а в окремих випадках і чотирикратне.

## Основні види резервування
Резервування є одним з основних методів підвищення надійності технічних пристроїв, який дозволяє, підвищувати надійність виробу до як завгодно (принаймні теоретично) високого рівня.
Сукупність основного і резервних елементів називається резервною групою. Залежно від того, в якому стані знаходяться резервні елементи або пристрої до моменту їх включення в роботу, розрізняють три види резерву.
1. Навантажений (гарячий) резерв — резерв, що містить один чи декілька резервних елементів, які перебувають у режимі основного елемента.
Резервні елементи знаходяться в тому ж режимі, що й основний елемент, їх надійність не залежить від того, в який момент вони включилися на місце основного елемента.
Наприклад: додаткові ведучі осі у автотягачів, коли вони постійно в роботі, спарені задні колеса автомобіля тощо.
2. Ненавантажений (холодний) резерв, що складається з одного чи декількох резервних елементів, які перебувають у ненавантаженому стані до початку виконання ними функцій основного елемента.
Такі резервні елементи перебувають у вимкненому стані і до моменту їх включення є справними.
Приклад: аварійні насоси в шахтах, запасний парашут, аварійні трансформатори, компресори тощо.
3. Полегшений (очікувальний) резерв — резерв, що складається з одного чи декількох резервних елементів, які перебувають у режимі меншого навантаження порівняно з основним елементом.
Резервні елементи перебувають в полегшеному режимі роботи до моменту їх включення на місце основного. Під час очікування вони можуть відмовити, але з меншою ймовірністю, ніж основні елементи.
Приклади: дублюючі органи управління в навчальних машинах (автомобілях, літаках і т. д.); додаткові ресори (підресорник) в автотранспорті тощо.
Полегшений резерв є найзагальнішим видом резервування, а навантажений і ненавантажений резерви можуть розглядатись як його крайні випадки.
Використання полегшеного чи ненавантаженого резерву дає можливість знизити витрату енергії, що споживає резервована система та збільшити надійність апаратури. Однак слід враховувати, що перерва на перемикання з основного пристрою на резервний допустиме не у всіх схемах.

## Засоби та методи резервування
Знайшли застосування чотири основних види засобів резервування:
- Апаратне резервування (англ. Hardware redundancy), наприклад, дублювання.
- Інформаційне резервування (англ. Information redundancy), наприклад — методи виявлення та виправлення помилок
- Часове резервування (англ. Time redundancy), наприклад, застосування методів альтернативної логіки для визначення збоїв.
- Програмне резервування (англ. Software redundancy) — застосування незалежних функціонально рівнозначних програм.

У залежності від масштабу та прийнятої одиниці резервування розрізняють такі методи резервування:
- загальне резервування — резервування, в якому резервується об'єкт в цілому;
- роздільне (поелементне) резервування — резервування, в якому резервуються окремі елементи об'єкта чи їх групи (блоки, вузли, елементи). Частковим випадком поелементного резервування є:
  - ковзне резервування — заміщувальне роздільне резервування, в якому група основних елементів резервується одним чи декількома резервними елементами, кожний з яких може замінити будь-який з елементів цієї групи у випадку його відмови
- змішане резервування — поєднання різних видів резервування в одному об'єкті.

Доцільність використання резервування визначається такими факторами:
- вихідним рівнем надійності комплектуючих виробів;
- заданим часом експлуатації;
- наявністю ефективної системи контролю та періодичністю проведення профілактики;
- можливостями використання мінімально надлишкових методів підвищення надійності.

Аналіз резервованих систем показує, що інтенсивність їх відмов швидко зростає з плином часу, хоча інтенсивність відмов нерезервованої системи від часу не залежить, з чого випливає що з плином часу настає такий момент, після якого використання резервованої системи себе не виправдовує. Тому, якщо не враховувати особливості профілактики систем, то резервування вигідно застосовувати для систем короткочасного використання, а для критично важливих систем і систем тривалого використання слід застосовувати інші методи підвищення надійності. Методи резервування, що є ефективними для цифрових систем безперервного типу, можуть виявитися малопридатними для систем з пристроями аналогового типу, для яких внаслідок відсутності взаємного впливу основного і резервного каналу кращою є схема резервування заміщенням.
Ефективність резервування оцінюють на основі коефіцієнта підвищення надійності γ, який визначають за показниками безвідмовності із виразів:
{\displaystyle \gamma _{p}={\frac {P(t)_{p}}{P(t)}}}
{\displaystyle \gamma _{Q}={\frac {Q(t)}{Q(t)_{p}}},}
де P(t)р, Q(t)р, — імовірність безвідмовної роботи та імовірність відмови для резервованої системи,
P(t) и Q(t) — імовірність безвідмовної роботи та імовірність відмови для нерезервованої системи.

## Загальне резервування системи
При загальному резервуванні резервується вся система у цілому. У залежності від способу включення резервних пристроїв загальне резервування можна поділити на:
- навантажений резерв — резерв, у якому резервні пристрої підключені до основного протягом усього часу роботи і перебувають в однаковому з ним режимі роботи;
- заміщувальне резервування — резервування, в якому функції основного елемента передаються резервному тільки після відмови основного елемента.

### Навантажений резерв
До переваг навантаженого загального резервування відносяться:
- відносна простота побудови схем;
- відсутність навіть короткотривалої перерви у роботі при відмові від одного до m-1 елементів системи;
- відсутність додаткових елементів підключення, що знижували загальну надійність схеми.

Очевидні недоліки навантаженого резерву, крім збільшення габаритів і маси системи, — підвищена витрата енергії, а також те, що резервні елементи «старіють» одночасно з основними елементами системи. У разі загального резервування системи, потрібен повний склад елементів цієї системи. При загальному постійному резервуванні може використовуватися тільки навантажений резерв.
Характеристики для випадку резервованої системи при загальному постійному резервуванні
Імовірність безвідмовної роботи резервованої системи при загальному постійному резервуванні з цілим значенням кратності розраховується за формулою:
{\displaystyle {P(t)_{p}}=1-[1-P(t)]^{m+1}},
де {\displaystyle {P(t)_{p}}} — імовірність безвідмовної роботи резервованої системи;
{\displaystyle P(t)=e^{-\lambda t}} — імовірність безвідмовної роботи нерезервованої системи при експоненціальному законі розподілу надійності;
m — кратність резервування.
{\displaystyle T_{cp\,p}=T_{cp}\sum _{i=0}^{m}{\frac {1}{(i+1)}}=T_{cp}\left(1+{\frac {1}{2}}+...+{\frac {1}{m+1}}\right)}
де {\displaystyle T_{cp\,p}} — середній наробіток між відмовами резервованої системи;
{\displaystyle T_{cp}} — середній наробіток між відмовами нерезервованої системи.
Для найпростішого випадку, коли m = 1, отримуємо:
{\displaystyle P(t)_{p}=1-[1-P(t)]^{2}},
{\displaystyle T_{cp\,p}=1,5T_{cp\,}}.
Таким чином, при дублюванні (один основний пристрій резервується одним резервним пристроєм), середній наробіток між відмовами зростає в 1,5 рази.

### Заміщувальне резервування
При заміщувальному резервуванні резервний пристрій включається в роботу системи за допомогою автоматичних пристроїв або людиною-оператором вручну. При автоматичному включенні вимагається дуже висока надійність елементів перемикання. При великій кількості і невисокій надійності цих додаткових елементів, що входять в резервувати систему, її надійність може знизитися в порівнянні з надійністю нерезервованої системи. Крім того, існує короткочасна перерва, на час перемикання на резервні пристрої. При ручній заміні елементів, що відмовили зростає час перемикання, але надійність людини-оператора, яка проводить перемикання, може прийматись в розрахунках за одиницю.
При використанні навантаженого резерву запасні резервні елементи перебувають у тому ж режимі роботи, що й основні елементи (незалежно від того, беруть участь вони в роботі схеми чи ні) і якщо при цьому основний і резервний елемент ідентичні, то інтенсивності їх відмов збігаються і надійність основного і резервного пристроїв є однаковою, і тому, якщо не враховувати надійність автоматичних перемикаючих пристроїв, характеристики надійності розраховуються за тими ж формулами, що і для загального постійного резервування.
При використанні ненавантаженого резерву, запасні резервні елементи до моменту їх включення в роботу системи повністю відключені. У цьому випадку резервні пристрої мають найвищу надійність у порівнянні з основними елементами, тому загальне резервування заміщенням з використанням ненавантаженого резерву забезпечують найкращі показники надійності для випадку загального резервування.
Характеристики для випадку загального резервування заміщенням з використанням ненавантаженого резерву.
{\displaystyle {P(t)_{p}}=P(t)\sum _{i=0}^{m}\left({\frac {t_{p}}{T_{cp}}}\right)^{i}{\frac {1}{i!}}=P(t)\left[1+{\frac {t_{p}}{T_{cp}}}+{\frac {1}{2!}}{\left({\frac {t_{p}}{T_{cp}}}\right)}^{2}+...+{\frac {1}{m!}}{\left({\frac {t_{p}}{T_{cp}}}\right)}^{m}\right]},
де {\displaystyle P(t)_{p}} — імовірність безвідмовної роботи резервованої системи;
{\displaystyle P(t)} — імовірність безвідмовної роботи нерезервованої системи;
m — кратність резервування.
{\displaystyle T_{cp\,p}=T_{cp}(m+1)}
де {\displaystyle T_{cp\,p}} та {\displaystyle T_{cp}} — середній наробіток між відмовами резервованої та нерезервованої систем.
Для найпростішого випадку, коли m = 1, отримуємо:
{\displaystyle {P(t)_{p}}=P(t)(1+{\frac {t_{p}}{T_{cp}}})},
{\displaystyle T_{cp\,p}=2T_{cp}}.
Таким чином, при використанні ненавантаженого резерву середній наробіток між відмовами зростає мінімум у два рази.

## Роздільне резервування
При роздільному способі резервування, вводиться індивідуальний резерв для кожної частини ненадлишкової системи. Роздільне резервування буває навантаженим і заміщенням. При роздільному заміщенні відмова системи може відбутися тільки тоді, коли відмова двічі поспіль відбудеться в одному і тому ж пристрої (m = 1), що має малу імовірність. Для оцінки надійності при роздільному резервуванні використовується складний, специфічний математичний апарат. В цілому, розрахунки показують, що найвищі показники надійності можна отримати в разі побудови систем з використанням роздільного резервування заміщенням ненавантаженим резервом.